# Regering-Demotte II (Franse Gemeenschap)
De regering-Demotte II (16 juli 2009 - 22 juli 2014) was een Franse Gemeenschapsregering, onder leiding van Rudy Demotte. De regering bestond uit de drie partijen: PS (35 zetels), Ecolo (18 zetels) en cdH (16 zetels). De regering volgde de regering-Demotte I op, na de verkiezingen van 7 juni 2009 en werd opgevolgd door de regering-Demotte III, die gevormd werd na de verkiezingen van 25 mei 2014.
Deze regering deed het met minder werkingsmiddelen dan andere. Dat kwam mede doordat de regering van het Waals Gewest ook die van de Franse Gemeenschap was. Dat scheelde niet alleen qua ministeriële weddes, maar ook waren de kabinetten15 procent kleiner. Voor het eerst werd ook de begroting voor het Waalse Gewest en die voor de Franse Gemeenschap samen voorgesteld, onder het motto "Wallonie-Bruxelles". Minister-president Rudy Demotte hamerde erop dat er niet werd bespaard in het onderwijs en dat er geen jobs verloren gingen. Er was wel minder geld voor subsidies en sommige recente maatregelen werden niet verlengd. Zo kregen de Franstalige scholieren niet langer een extra korting op hun treinabonnement. Daarnaast werden ook nog de dotaties voor Franstalige instellingen als de RTBF bevroren.

## Samenstelling
De regering-Demotte II telde zeven ministers: drie voor de PS, twee voor Ecolo en twee voor het cdH.
| Ambtsbekleder | Ambtsbekleder | Ambtsbekleder                  | Functie en bevoegdheden           | Functie en bevoegdheden                                           | Termijn                     | Partij |
| ------------- | ------------- | ------------------------------ | --------------------------------- | ----------------------------------------------------------------- | --------------------------- | ------ |
|               |               | Rudy Demotte (1963)            | Minister-president / Minister     |                                                                   | 16 juli 2009 - 22 juli 2014 | PS     |
|               |               | Jean-Marc Nollet (1970)        | Viceminister-president / Minister | Ambtenarenzaken, Wetenschappelijk Onderzoek en Kinderopvangcentra | 16 juli 2009 - 22 juli 2014 | Ecolo  |
|               |               | André Antoine (1960)           | Viceminister-president / Minister | Begroting, Financiën en Sport                                     | 16 juli 2009 - 22 juli 2014 | cdH    |
|               |               | Jean-Claude Marcourt (1956)    | Viceminister-president / Minister | Hoger Onderwijs                                                   | 16 juli 2009 - 22 juli 2014 | PS     |
|               |               | Évelyne Huytebroeck (1958)     | Minister                          | Jeugd en Jeugdzorg                                                | 16 juli 2009 - 22 juli 2014 | Ecolo  |
|               |               | Fadila Laanan (1967)           | Minister                          | Cultuur, het Audiovisuele, Gezondheid en Gelijke Kansen           | 16 juli 2009 - 22 juli 2014 | PS     |
|               |               | Marie-Dominique Simonet (1959) | Minister                          | Verplicht Onderwijs en Sociale Promotie                           | 16 juli 2009 - 17 juli 2013 | cdH    |
|               |               | Marie-Martine Schyns (1977)    | Minister                          | Verplicht Onderwijs en Sociale Promotie                           | 17 juli 2013 - 22 juli 2014 | cdH    |

### Herschikkingen
- Op 17 juli 2013 werd Marie-Dominique Simonet vervangen door Marie-Martine Schyns (cdH) na haar ontslag wegens gezondheidsredenen.

Moureaux I · 
Monfils · 
Moureaux II · 
Féaux · 
Anselme · 
Onkelinx I · 
Onkelinx II · 
Hasquin ·
Arena ·
Demotte I ·
Demotte II ·
Demotte III ·
Jeholet ·
Degryse